# Epimedium circinatocucullatum
Epimedium circinatocucullatum là một loài thực vật có hoa trong họ Hoàng mộc. Loài này được Sosn. mô tả khoa học đầu tiên năm 1930.